# Filippo Orsatti
Filippo Orsatti (Sondrio, 9 maggio 1885 – Sondrio, 28 novembre 1972) è stato un ingegnere e politico italiano.

## Biografia
Figlio del politico ed ingegnere Giacomo il giovane Filippo Orsatti seguì le impronte del padre, venendo eletto consigliere comunale a Sondrio e dal 1913 al 1914, essendo indisponibile il sindaco Leopoldo Ottoni, in qualità di assessore anziano assunse le funzioni di sindaco.
Come ingegnere progettò diverse costruzioni, fra cui la Centrale idroelettrica di Stazzona di Villa di Tirano e l'Istituto Tecnico Commerciale "De Simoni" in cui insegnò nella sezione per geometri, oggi palazzo di Giustizia. Convinto assertore delle comunicazioni transorobiche Orsatti progettò il collegamento fra Sondrio e Bergamo, argomento che trattò sul quotidiano "Il popolo valtellinese" .
Orsatti fu preside del rettorato provinciale di Sondrio dal 1943 al 1944.